# (18623) Pises
(18623) Pises  es un asteroide perteneciente al cinturón de asteroides, descubierto el 27 de febrero de 1998 por el equipo del Observatorio de Pises desde el propio observatorio, en Francia.

## Designación y nombre
Pises se designó inicialmente como 1998 DR13.
Más adelante fue nombrado en honor al Observatorio de Pises (desde 1987), situado en Francia.

## Características orbitales
Pises orbita a una distancia media del Sol de 2,8411 ua, pudiendo acercarse hasta 2,7584 ua y alejarse hasta 2,9238 ua. Tiene una excentricidad de 0,0291 y una inclinación orbital de 2,7102° grados. Emplea en completar una órbita alrededor del Sol 1749 días.

## Características físicas
Su magnitud absoluta es 14,2.